# CONCACAF Gold Cup vrouwen 2006
De CONCACAF Gold Cup voor vrouwen 2006 was de 3e editie (de 7e als het CONCACAF kampioenschap voor vrouwen wordt meegeteld) van de CONCACAF Gold Cup voor vrouwen.
Het toernooi vond van 17 tot en met 27 november plaats in Miami, Florida (eerste ronde) en Carson, Californië (overige wedstrijden) in de Verenigde Staten, en gold tevens als het CONCACAF kwalificatietoernooi voor het Wereldkampioenschap voetbal vrouwen 2007. Het Amerikaans voetbalelftal won voor de derde keer de Gold Cup, en werd met het CONCACAF kampioenschap voor vrouwen meegerekend voor de zesde keer winnaar.
De Verenigde Staten en de nummer twee Canada plaatsten zich voor het WK. De nummer drie, Mexico, verloor, net als voor het WK van 2003, de play-offwedstrijden tegen Japan.

## Deelname
| Rechtstreeks geplaatst    | Canada  | Verenigde Staten   |
| NAFU / UNCAF kwalificatie | Mexico  | Panama             |
| CFU kwalificatie          | Jamaica | Trinidad en Tobago |

## Wedstrijden

### Eerste ronde
|                   |                                    |          |        |                                                |
| 19 november 17:00 | Jamaica                            | 2–0      | Panama | Tropical Park Stadium, Miami Toeschouwers: 800 |
| 19 november 17:00 | Aduie Sullivan 4' Venicia Reid 59' | (Report) |        | Tropical Park Stadium, Miami Toeschouwers: 800 |

|                   |                                                              |          |                    |                                                  |
| 19 november 19:30 | Mexico                                                       | 3–0      | Trinidad en Tobago | Tropical Park Stadium, Miami Toeschouwers: 3,135 |
| 19 november 19:30 | Patricia Pérez 20' Mónica González 45' Maribel Domínguez 67' | (Report) |                    | Tropical Park Stadium, Miami Toeschouwers: 3,135 |

### Halve finale
|                   |                                                                                     |     |         |                                                   |
| 22 november 16:30 | Canada                                                                              | 4–0 | Jamaica | The Home Depot Center, Carson Toeschouwers: 6,128 |
| 22 november 16:30 | Christine Sinclair 40' Rhian Wilkinson 51' Christine Sinclair 71' Melanie Booth 88' |     |         | The Home Depot Center, Carson Toeschouwers: 6,128 |

|                   |                                   |     |        |                                                   |
| 22 november 19:00 | Verenigde Staten                  | 2–0 | Mexico | The Home Depot Center, Carson Toeschouwers: 6,128 |
| 22 november 19:00 | Abby Wambach 10' Abby Wambach 64' |     |        | The Home Depot Center, Carson Toeschouwers: 6,128 |

### Troostfinale
|                   |         |          |                                                                  |                                                   |
| 26 november 15:00 | Jamaica | 0–3      | Mexico                                                           | The Home Depot Center, Carson Toeschouwers: 6,749 |
| 26 november 15:00 |         | (Report) | 19' (pen.) Monica Ocampo 22' Maribel Domínguez 37' Monica Ocampo | The Home Depot Center, Carson Toeschouwers: 6,749 |

### Finale
|                   |                   |          |                                              |                                                   |
| 26 november 17:30 | Canada            | 1–2 nv   | Verenigde Staten                             | The Home Depot Center, Carson Toeschouwers: 6,749 |
| 26 november 17:30 | Randee Hermus 44' | (Report) | 6' Leslie Osborne 120' (pen.) Kristine Lilly | The Home Depot Center, Carson Toeschouwers: 6,749 |

1991 · 1993 · 1994 · 1998 · 2000 · 2002 · 2006 · 2010 · 2014 · 2018 · 2022